# 알래스카 매매

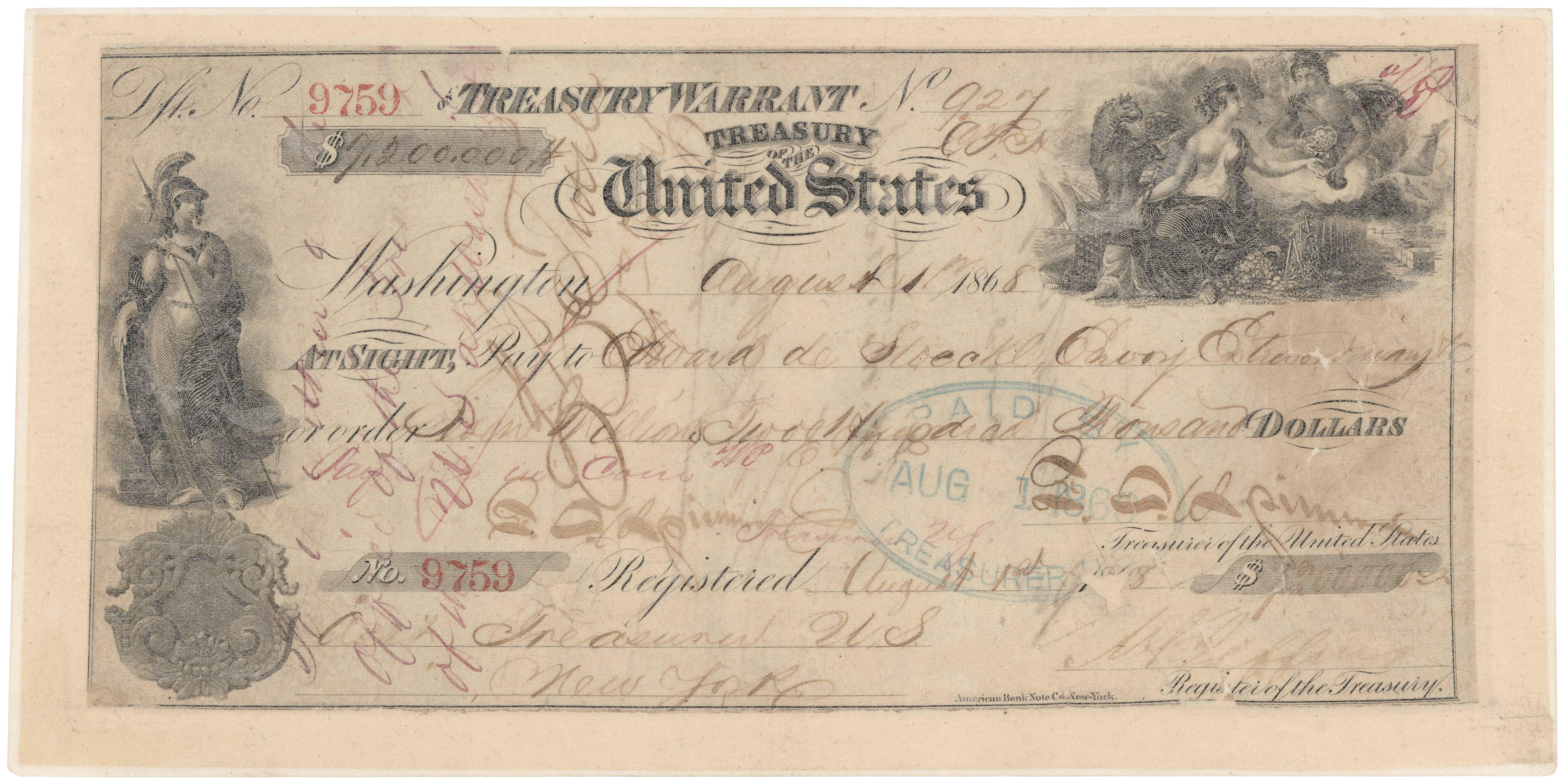
알래스카 구입에 사용한 720만 달러 수표.

알래스카 매매 또는 알래스카 매입(Alaska Purchase), 알래스카 매각은 1867년 미국 국무부 장관 윌리엄 슈워드의 명령으로 미국이 러시아 제국으로부터 알래스카를 구입한 사건이다. 구입한 영토는 600,000 평방마일 (1,600,000 km²)로 현재의 미국 알래스카주이다. 미국은 이후 알래스카를 통치하기 위해 알래스카부(Department of Alaska)를 설치했다.

## 배경
러시아 제국은 크림 전쟁의 여파로 인해 재정적으로 어려운 상황에 있었고 나중에 분쟁이 생겨 특히 영국의 해군이 방어하기 어려운 지역을 쉽게 점령할 경우에 아무런 보상도 받지 못하고 알래스카를 잃을 지도 모른다는 두려움에 떨고 알렉산드르 2세는 이 영토를 미국에 팔기로 결정했고 1867년 3월 초에 주미 러시아 공사 에두아르트 스테클(Эдуард Андреевич фон Стёкль)에게 미국 국무 장관 시워드와의 협상에 들어가도록 지시했다.
협상은 밤새도록 이루어져 3월 30일 오전 4시에, 미화 720만 달러(현재 미화 16억 7000만 달러, 한화 약 1조 9413억 7500만원의 가치)에 매매하는 것으로 결론이 났다. 미국 여론은 대체로 긍정적이었지만 일부 부정적인 여론도 있었으며, 미국의 한 역사가는 다음과 같이 요약했다.

이미 우리는 인구로 채울 수 없는 영토의 부담을 안았다. 현재 공화국 영토 안에 있는 인디언 원주민들을 다스리기에도 벅차다. 우리는 지금 국가가 신경써야 할 그런 사람들을 더 늘려서 우리를 더 힘들게 하려고 눈을 불을 켜고 찾아서 추가하고 있는 것은 아닐까? 매입 비용이 높고, 매년 행정 비용이 들고, 민간과 군사 비용이 점점 많이 계속해서 들 것이다. 할양될 영토는 국가 영역과 인접해 있지 않다. 불편하고 위험한 거리에 그 영토가 떨어져 있다. 조약은 비밀리에 준비되었고, 오전 4시에 서명되고 억지로 합의되었다. 그 날 밤에 악행이 일어난 것이다.... 뉴욕 월드에서는 "다 빨아먹은 오렌지"(sucked orange)라고 했다. 그 땅은 털짐승 밖에 없고, 거의 멸종위기가 올때까지 사냥해버렸다. 앨류시언 섬과 남쪽 해안까지 뻗어 있는 좁은 해협을 제외하고는 그 땅은 증여물의 가치가 없다.... 금이라도 발견되지 않는다면, 호 출판사, 감리교, 런던 경찰청에 축복이 내릴 일은 없을 것이다. 이건 "얼어붙은 황무지"라고 뉴욕 트리뷴에서 말했다.

## 자원
그러나 미국 국민들의 비판에도 불구하고 720만 미국 달러에 러시아로부터 미국이 사들인 알래스카에는 엄청난 양의 지하자원들이 매장되어 있었다. 알래스카에는 많은 석유가 매장되어 있었으며 알래스카에서 채굴한 철의 양만으로도 무려 미화 4000만 달러(현재 미화 92억 7000만 달러, 한화 약 10조 7763억 7500만원의 가치)어치에 달하였다. 그 외에도 금과 구리도 엄청나게 채굴되었으며 침엽수림의 목재나 석탄, 천연가스 등 기타 자원들까지 합친 알래스카에 존재하는 자원들의 총합은 미화 수십억 달러(현재 미화 수조달러) 이상의 가치를 지니고 있다. 특히 석탄은 무려 전 세계에 존재하는 모든 석탄의 10분의 1이나 되는 엄청난 양이 알래스카에 매장되어 있다.

## 미국 워싱턴의 관점
그 당시 미국의 알래스카 매입은 미국 국민으로부터 '슈어드의 어리석은 짓', '슈어드의 냉장고', 대통령 앤드류 존슨으로부터 '북극곰 정원'이라고 불렸는데, 이는 멀리 떨어진 지역을 매입하는 데 무모하게 너무 많은 돈을 들였다고 생각했기 때문이다.
그 조약은 오랫동안 영토 확장을 바랐던 국무장관 윌리엄 H. 수어드와 상원의장 찰스 섬너가 승인하였다. 그들은 이 조약을 바라는 국가의 전략적 관심이 있었다고 했다. 러시아는 남북 전쟁 내내 귀중한 동맹국이었으나, 영국은 거의 공공연한 적이었다. 러시아를 지원해서 영국을 꺾는 것이 현명한 일인 것 같았다. 더욱이 인접한 영토가 대영제국에 속해있는 것 때문이기도 하다. 거의 미국에 둘러싸여 그 영토는 영국에게 거의 전략적 가치가 없어져서 언젠가는 미국이 매입할 수 있을지도 모른다. '뉴욕 헤럴드'는 매입이 차르로부터 영국과 프랑스에까지 그들은 "이 대륙에 아무런 간섭도 하면 안 된다"라는 의미를 알려주기 위한 것이라고 했다. 캐나다가 '뉴욕 트리뷴'을 통하여 "이것은 간단히 말해서 우회적 움직임이다."라고 했다. 곧 세계는 북서쪽에 "적의를 품은 코크니와 경계하는 양키가 양쪽에 있다"는 것을 알게 될 것이고, 존 불에게 유일한 길은 그 곳에 대한 그의 관심을 형제 조나단에게 파는 것이라는 것을 이해하게 될 것이다.
4월 9일, 섬너는 이 조약을 지지하는 주요 연설을 했고, 알래스카의 역사, 기후, 자연 상황, 인구, 자원(삼림, 광산, 모피, 생선 등)을 다루었다. 훔볼트, 빌링스, 유리 리샨스키, Luetke, Kotzebue, 포트록, 쿡, Meares, von Wrangel과 같은 훌륭한 학자들, 지리학자와 항해자의 증언을 인용하였다. 그가 연설을 마쳤을 때, "저울이 기울어지지 않게 하는 것보다 조금 더 했을 뿐"이었다. 그가 계속해서, "만약 저울이 다른 쪽으로 기울었다면, 그쪽의 증언이 더 무게가 있기 때문이다"라고 말했다. 곧, "실질적인 경쟁으로, 어떤 사업에 종사하기 위해 혹은 애국심을 위해, 두려움을 모르는 항해자들이 떼지어 해안으로 움직여 갈 것이다. 상업이 새로운 무기를 찾을 것이며, 국가는 새로운 방어자를 찾을 것이며, 새로운 손에 의해 국기가 높은 곳에 게양될 것이다."라고 섬너가 말했다.
1867년 4월 9일, 미국 상원은 조약 체결을 투표해서 37 대 2로 승인했다. 그러나 알래스카 매입 비용에 따른 세출 승인은 미국 하원의 반대로 1년 이상 지연되었다. 1868년 7월에 가서야 113 대 48의 투표로 하원에서도 승인받았다.
섬너는 러시아 제국에서 알래스카에 2500명의 러시아인과 혼혈인, 8천 명의 토착인, 만여 명의 러시아 모피 회사의 직속 직원, 관할 영역 밖에 5만여 명의 에스키모와 인디언이 살고 있을 것이라고 예상하고 있다고 보고했다. 유럽인들은 이용하기 편리한 섬과 해안에 23개의 교역소를 차렸다. 더 작은 사업소에서는 네댓명의 러시아인이 상주하여 인디안들로부터 모피를 수집하여 보관하거나 배에 실어서 회사의 배가 오면 가져갈 수 있게 하였다. 큰 도시가 두 곳 있었는데, 노보아르항겔스크는 싯카라고도 부르며 1804년 귀중한 바다수달피 교역을 처리하기 위해 세워졌다. 116개의 작은 오두막집이 있었고, 968명이 거주하고 있었다. 또 다른 큰 도시는 코디악 섬에 있는 세인트 폴이었는데 100개의 작은 오두막에 283명이 거주하고 있었다. 물개 가죽 산업의 중심지였다.
미국은 알류트 족이 쓰던 이름인 "알래스카"를 공식 지명으로 선택했다. 할양식이 1867년 10월 18일 시트카에서 열렸다. 러시아와 미국의 군인들이 총독 관저 앞에서 열병식을 했다. 포병대의 굉음과 함께 러시아의 국기가 내려갔고 미국의 국기가 올랐다. 알렉시스 페스트초로프 대위는 "로소 장군, 나는 러시아 황제의 권위로, 알래스카의 영토를 미국에 인도하겠소."라고 했고, 러벨 로소 장군은 영토를 받았다. 여러 크고 작은 요새들, 목재 건물들이 미국식으로 개조되었다. 군대가 막사를 차지하였고, 제퍼슨 데이비스 장군이 총독 관저에 들어갔고, 남기로 되어 있던 몇몇 상인과 종교인들을 남겨두고 대부분의 러시아인들이 돌아갔다.
알래스카의 날은 알래스카가 러시아에서 미국으로 공식 이전된 1867년 10월 18일을 기리는 날이다. 현재 알래스카는 매년 3월 마지막 월요일에 수어드의 날로 알래스카 매입을 기리고 있다.

## 같이 보기
- 애덤스-오니스 조약
- 개즈던 매입
- 루이지애나 매입

## 참고자료
- (영어) Ronald J Jansen. The Alaska Purchase and Russian-American Relations (1975)
- (영어) Ellis Paxson Oberholtzer; A History of the United States since the Civil War. Volume: 1. 1917.
- (영어) Marie de Testa & Antoine Gautier, Le diplomate russe Edouard de Stoeckl (ca 1805-1892) et la cession de l'Alaska aux Etats-Unis, in Drogmans et diplomates européens auprès de la Porte ottomane, éditions ISIS, Istanbul, 2003, pp. 463-469.